# そよ風パーク
そよ風パーク（そよかぜパーク）は、熊本県上益城郡山都町にある宿泊施設・体験施設・物産館などが集まる観光施設。1996年にオープン。2012年3月に道の駅として登録された。

## 概要
南阿蘇に位置し、蘇陽峡やブルーベリー農園など自然を生かした体験ができる。ブルーベリー館からは、南阿蘇の360度大パノラマを見ることができる。熊本市内から車で約1時間30分。
1996年にオープン。1997年3月、旧蘇陽町が運営会社のそよ風遊学協会を設立。
2012年3月26日に道の駅としての登録が発表された。2012年12月の供用開始を目指し、駐車場の整備などを行った。
2020年4月、そよ風パークの運営会社だった「そよ風遊学協会」が経営破綻。同年1月から3月にホテル部分の改修工事により資金繰りが悪化した上、4月下旬からは新型コロナの感染拡大防止のため全面休業となっていた。そのため同年5月15日、熊本県山都町はそよ風パークの指定管理者のそよ風遊学協会を清算する方針を明らかにした。2020年6月以降はトイレや駐車場などは山都町が管理し、施設は別会社への委託や売却などを検討することになった。
山都町は新たな指定管理者を選定し、2020年10月末に物産館を再開、2021年3月にレストランが再開した。
2021年6月6日、鉄筋コンクリート造2階建ての内装をリニューアルして営業を全面再開し、宿泊施設のWINDYも再オープンした。

## 道路
- 国道265号

## 主な施設

### 宿泊施設
- HOTEL WINDY

洋室と和室の2タイプがあり、2 - 4名で利用可能。洋室にはロフト付のものもある。

### レストラン
- レストラン マアム

### 物産館
- そよ風物産館 - ブルーベリー加工品、乾物類、高原野菜などを販売